# Membrana d'intercanvi iònic

Permeabilitat de la membrana d'una neurona durant un potencial d'acció

Una membrana d'intercanvi iònic és una membrana semipermeable que transporta determinats ions dissolts, alhora que bloqueja altres ions o molècules neutres.
Per tant, les membranes d'intercanvi iònic són conductores de l'electricitat. Sovint s'utilitzen en aplicacions de dessalinització i recuperació química, movent ions d'una solució a una altra amb poc pas d'aigua.
Exemples importants de membranes d'intercanvi iònic inclouen les membranes d'intercanvi de protons, que transporten cations H+
, i les membranes d'intercanvi d'anions utilitzades en determinades piles de combustible alcalines per transportar anions OH−
.

## Estructura i composició
Una membrana d'intercanvi iònic està feta generalment de polímer orgànic o inorgànic amb grups laterals carregats (iònics), com ara resines d'intercanvi iònic. Les membranes d'intercanvi d'anions contenen grups catiònics fixos amb anions predominantment mòbils; com que els anions són les espècies majoritàries, la major part de la conductivitat es deu al transport d'anions. El contrari passa per a les membranes d'intercanvi catiònic.
Les anomenades membranes heterogènies d'intercanvi iònic tenen un baix cost i una composició més gruixuda amb una major resistència i una superfície rugosa que pot estar objecte d'encrassement. Les membranes homogènies són més cares, però tenen una composició més fina amb menor resistència i una superfície llisa, menys susceptible a l'encrassement. Les superfícies de membrana homogènies es poden modificar per alterar la permselectivitat de la membrana a protons, ions monovalents i ions divalents.

## Selectivitat
La selectivitat d'una membrana d'intercanvi iònic es deu a l'equilibri de Donnan i no al bloqueig físic o a l'exclusió electroestàtica d'espècies carregades específiques.
La selectivitat pel transport d'ions de càrregues oposades s'anomena permselectivitat.

## Aplicacions
Les membranes d'intercanvi iònic s'utilitzen tradicionalment en electrodiàlisi o diàlisi de difusió mitjançant un potencial elèctric o gradient de concentració, respectivament, per transportar selectivament espècies catiònics i aniònics. Quan s'apliquen en un procés de dessalinització d'electrodiàlisi, les membranes d'intercanvi d'anions i cations es disposen normalment en un patró alternatiu entre dos elèctrodes (un ànode i un càtode) dins de la pila d'electrodiàlisi. Un potencial galvànic es subministra com a tensió generada als elèctrodes.
Una pila d'electrodiàlisi industrial típica consta de dues cambres: una cambra d'aigua de producte i una cambra de rebuig de concentrat. Durant el funcionament de la pila, les sals es transfereixen del producte al concentrat. Com a resultat, el flux de rebuig es concentra mentre el flux de producte es dessalinitza.
Les aplicacions exemplars de les membranes d'intercanvi iònic utilitzades en electrodiàlisi i EDR inclouen la dessalinització d'aigua de mar, el tractament d'aigües residuals industrials d'aigües molt escalades, la producció d'aliments i begudes i altres aigües residuals industrials.